# 李太郭
李太郭（英語：George Tradescant Lay，约1800年—1845年11月6日），英国自然学家、传教士、外交官。

## 生平
李太郭于1825年至1828年作为自然学家跟随弗雷德里克·威廉姆·比奇（Frederick William Beechey）船长的皇家海军花丛号（HMS Blossom）在太平洋上航行，沿途在加利福尼亚、阿拉斯加、堪察加、中国、墨西哥、南美、夏威夷以及南太平洋诸岛等地采集标本。他是Layia gaillardioides的发现者之一，莱雅菊属（Layia）即以他的名字命名。
1836年至1839年间他作为大英圣书公会（British and Foreign Bible Society）传教士前往中国，期间学习了汉语以及中国文化。后进入英国领事界，曾任英国驻华公使璞鼎查爵士的翻译。1843年出任英国首任驻广州领事，1844年任驻福州领事，1845年又任厦门领事。同年因病逝世。
其子李泰国曾任清朝首任海关总税务司。